# Pavlivka, Verhnii Rohaciîk
Pavlivka (în ucraineană Павлівка) este un sat în comuna Samiilivka din raionul Verhnii Rohaciîk, regiunea Herson, Ucraina.

## Demografie
Componența lingvistică a localității Pavlivka
     Ucraineană (97,21%)
     Rusă (2,79%)
Conform recensământului din 2001, majoritatea populației localității Pavlivka era vorbitoare de ucraineană (97,21%), existând în minoritate și vorbitori de rusă (2,79%).